# B. Meenakshipuram
B. Meenakshipuram là một thị xã panchayat của quận Theni thuộc bang Tamil Nadu, Ấn Độ.

## Nhân khẩu
Theo điều tra dân số năm 2001 của Ấn Độ, B. Meenakshipuram có dân số 7207 người. Phái nam chiếm 50% tổng số dân và phái nữ chiếm 50%. B. Meenakshipuram có tỷ lệ 55% biết đọc biết viết, thấp hơn tỷ lệ trung bình toàn quốc là 59,5%: tỷ lệ cho phái nam là 66%, và tỷ lệ cho phái nữ là 44%. Tại B. Meenakshipuram, 10% dân số nhỏ hơn 6 tuổi.